# Entwurf
Entwurf (que significa "rascunho" ou "design" em alemão) é o segundo single álbum do girl group sul-coreano Nmixx. O single álbum foi lançado pela JYP Entertainment em 19 de setembro de 2022, e contém quatro faixas, incluindo o single principal "Dice", bem como a faixa "Cool (Your Rainbow)" e instrumentais para ambas as canções. Foi o último álbum do grupo com a participação de Jinni, que saiu do grupo em 9 de dezembro de 2022.
Entwurf foi um sucesso comercial, onde estreou em primeiro lugar na Circle Album Chart da Coreia do Sul, com 483.736 cópias vendidas na primeira semana de lançamento, tornando-se o segundo álbum de Nmixx em primeiro lugar na parada. Em novembro de 2022, o single álbum foi certificado 2x Platina pela Korea Music Content Association (KMCA) por ultrapassar 500.000 de cópias vendidas.

## Antecedentes e lançamento
Em 22 de agosto de 2022, JYP Entertainment anunciou que Nmixx lançaria seu segundo single álbum, por meio de um pôster promocional confirmando sua data de lançamento em 19 de setembro de 2022, sete meses após sua estreia com o primeiro single álbum Ad Mare. O anúncio também foi acompanhado pela criação da conta do grupo no Twitter sob o nome de XXIWN. Em 31 de agosto, a lista de faixas foi lançada com "Dice" anunciada como single principal. Os teasers do videoclipe do single "Dice" foram lançados em 16 e 17 de setembro. Em 18 de setembro, o vídeo teaser do medley de destaque foi lançado. O single álbum foi lançado junto com o videoclipe de "Dice" em 19 de setembro.

## Composição
"Dice" é descrita como uma canção do gênero mixx pop do Nmixx, que é um gênero que mistura o gênero hip hop com o som jazz, trap sonhador, pop e uma batida viciante. A letra fala sobre comparar a aventura de Nmixx de tentar passar pela interferência do inimigo com um jogo. "Cool (Your Rainbow)" é descrita como uma canção do gênero balada pop. A canção apresenta uma base 808 ao lado de uma batida trap, metais sonhadores e cordas clássicas. A letra compara a situação de reconhecer e colecionar suas emoções e percebe que certas emoções que não são consideradas legais também são emoções preciosas.

## Promoção
O girl group realizou um showcase no Yes24 Live Hall no Distrito de Gwangjin, no leste de Seul, para o lançamento de Entwurf. As sete integrantes apresentaram sua nova faixa principal “Dice” e revelaram seu videoclipe inspirado em jogos de tabuleiro.

## Lista de faixas
| Lista de faixas para Entwurf |                                      | |                                                                                      |                  |         |  |
| N.º                          | Título                               | Letras | Música                                                                               | Arranjo          | Duração |  |
| 1.                           | "Dice"                               | Dr. Jo (153/Joombas) Myung Hye-in (Jamfactory) Danke (Lalala Studio) Cha Lee-rin (153/Joombas) Baek Sae-im (Jamfactory) Zaya (153/Joombas) Park Ji-hyun (153/Joombas) | Armadillo Rangga Frankie Day (The Hub) Charlotte Wilson (The Hub) The Hub 88 Jonkind | Armadillo Rangga | 2:45    |  |
| 2.                           | "Cool (Your Rainbow)"                | Park Rang (Verygoods) Jo Yu-ri Hannah Robinson Call Me Loop | Armadillo Hannah Robinson Call Me Loop Hoji Nile Lee Won                             | Armadillo        | 2:50    |  |
| 3.                           | "Dice" (Instrumental)                | |                                                                                      |                  | 2:45    |  |
| 4.                           | "Cool (Your Rainbow)" (Instrumental) | |                                                                                      |                  | 2:50    |  |
| Duração total:               | Duração total:                       | Duração total: | Duração total:                                                                       | Duração total:   | 11:12   |  |

## Desempenho nas paradas musicais
| Parada (2022)                         | Melhores posições |
| ------------------------------------- | ----------------- |
| Coreia do Sul (Circle)                | 1                 |
| Japão (Hot Albums da Billboard Japan) | 53                |

| Parada (2022)          | Posição |
| ---------------------- | ------- |
| Coreia do Sul (Circle) | 2       |

| Parada (2022)          | Posição |
| ---------------------- | ------- |
| Coreia do Sul (Circle) | 30      |

## Certificações
| Região                                                       | Certificação | Unidades/vendas |
| ------------------------------------------------------------ | ------------ | --------------- |
| Coreia do Sul (Circle)                                       | 2× Platina   | 500.000‡        |
| ‡vendas+valores de streaming baseados apenas na certificação |              |                 |

## Histórico de lançamento
| Região        | Data                   | Formato                    | Gravadora   |
| ------------- | ---------------------- | -------------------------- | ----------- |
| Coreia do Sul | 19 de setembro fe 2022 | CD                         | JYP Dreamus |
| Várias        | 19 de setembro fe 2022 | Download digital streaming | JYP Dreamus |